# 4170 Semmelweis
4170 Semmelweis eller 1980 PT är en asteroid i huvudbältet som upptäcktes den 6 augusti 1980 av den tjeckiske astronomen Zdeňka Vávrová vid Kleť-observatoriet. Den är uppkallad efter Ignaz Semmelweis.
Asteroiden har en diameter på ungefär 16 kilometer och den tillhör asteroidgruppen Eos.